# 光GENJI
光GENJI，是1980年代後期日本風靡一時的傑尼斯事務所的男性偶像組合，當時光GENJI算是SMAP的前輩。在1987年6月25日，事務所方面把「GENJI」和「光」的兩個組合合併，成為「光GENJI」。同年8月19日由Pony Canyon發行《STAR LIGHT》開始唱片出道。但此組合在出道後的第8年，在1995年9月3日宣佈畢業及解散。組合名稱是由《源氏物語》的主人公光源氏而來。值得一提，當初組成時他們亦稱為「Light In Shadow」。成員為光的内海光司及大澤樹生，以及GENJI的諸星和己，佐藤寬之，山本淳一，赤坂晃及佐藤敦啟，在日本傳媒都經常稱為“最後的超級偶像組合”。

## 成員
1995年9月3日解散後，内海光司及佐藤敦啟（現藝名為佐藤アツヒロ），他們二人至今仍然待在傑尼斯事務所内，繼續個人的舞台活動。在1994年8月時, 大澤樹生及佐藤寬之, 二人都同時退出光GENJI及退社。1994年9月起, 光GENJI餘下5人繼續組合活動, 並改名為光GENJI SUPER5, 最後1995年9月3日光GENJI SUPER5解散。1995年9月, 諸星和己退社。2002年2月, 山本淳一退社。2007年10月29日，赤坂晃因违違反覺醒劑取締法遭日本警方以現行犯身份逮捕，並被傑尼斯事務所解雇。
光
| 姓名     | 片假名 | 生年月日      | 血型 | 出身地     | 備註                                                                      |
| -------- | ------ | ------------- | ---- | ---------- | ------------------------------------------------------------------------- |
| 内海光司 |        | 1968年1月11日 | A型  | 日本东京都 | 队长，现所属杰尼斯事务所。                                                |
| 大泽树生 |        | 1969年4月20日 | A型  | 日本东京都 | 副唱，1994年8月31日退团以及退社杰尼斯事务所。现所属ミキオオフィス事务所。 |

GENJI
| 姓名     | 片假名 | 生年月日      | 血型 | 出身地       | 備註 |
| -------- | ------ | ------------- | ---- | ------------ | --- |
| 诸星和己 |        | 1970年8月12日 | A型  | 日本静冈县   | 中心，1995年9月3日退社杰尼斯事务所。现所属スターズクルー事务所。                                                              |
| 佐藤宽之 |        | 1970年11月2日 | AB型 | 日本千叶县   | 副唱，所属SAY・S组合，1994年8月31日退团以及退社杰尼斯事务所。现所属GENJI GURUMA事务所。                                       |
| 山本淳一 |        | 1972年2月28日 | B型  | 日本东京都   | 主唱，所属SAY・S组合，2002年2月1日退社杰尼斯事务所。现所属WING RUN事务所。                                                    |
| 赤坂晃   |        | 1973年5月8日  | B型  | 日本東京都   | 副唱，所属SAY・S组合，2007年10月29日因引发重大的丑闻，被杰尼斯事务所解雇。现所属GOLD STAR事务所。                             |
| 佐藤敦啟 |        | 1973年8月30日 | A型  | 日本神奈川县 | 副唱，所属SAY・S组合，以前名字使用漢字名「佐藤敦启」。光GENJI解散后藝名改为部分片假名的「佐藤アツヒロ」。现所属杰尼斯事务所。 |

原GENJI成員
- 田代秀高

## 團體內的組合
SAY・S
- S-佐藤敦啟（后改名为佐藤アツヒロ）
- A-赤坂晃
- Y-山本淳一
- S-佐藤宽之

1993年4月25日结成，组合名字的由来是成员各自的姓氏首字母。 S-敦启，A-赤坂，Y-山本，S-宽之。以「曇りのち晴れ」歌曲出道。1994年8月31日佐藤宽之退出光GENJI并退社，同时SAY・S解散。
AKIRA & KOHJI
- 赤坂晃
- 内海光司

## 簡歷
在1987年3月，以諸星、寬之、山本、敦啟、田代的5名組成「GENJI」。在同年4月5日，他們5人首次電視亮相，並在TBS的一個音樂節目公佈片尾曲「現在，想與你歌唱」。不久，田代退出，赤坂加入。 
1987年6月25日，5人組的「GENJI」和2人組的「光」合成一體，當時他們初次亮相時的宣傳口號是「來自超新星的訊息」。他們因穿滾軸溜冰表演歌曲而成為一時佳話(雖然日本之前也有歌手在舞台上有零星類似的表演)，之後滾軸溜冰開始全國的中小學生之間流行起來。
當時成員的印象顏色，分別是內海光司=青色，大澤樹生=紫色，諸星和己=粉紅色，佐藤寬之=水色，山本淳一=紅色，赤坂晃=綠色，與及佐藤敦啟=黃色。
光GENJI本身都有分組，分成「光」及「GENJI」，他們推出的CD間中都有各自的作品。之後，V6及Hey! Say! JUMP都有這個分組制度。
在V6出道之前，他們是傑尼斯中繼少年隊後，唯一全員可做後空翻的組合。另外現在傑尼斯的組合Kis-My-Ft2与HiHi Jets也仿傚光GENJI一樣穿滾軸溜冰表演。
在1987至1988年所推出《銀河天堂》、《玻璃的十代》及《鑽石颱風》，在1988年都獨佔Oricon年間的1至3位。 
在1988年至1995年期間，他們更在由朝日電視台所播放的《Music Station》總演出次數共234次，直到今天也沒有任何歌手及組合破下這個紀錄。但是，隨著偶像和音樂節目衰退時代的波浪吞沒，他們開始1990年初人氣開始下降。此後，他們所推出的作品，已經沒有在由初期由CHAGE and ASKA所提供的作品那麼出名了。
在1993年4月25日，佐藤敦启、赤坂晃、山本淳一、佐藤宽之结成SAY・S组合，并以歌曲出道，1994年8月31日佐藤宽之退出光GENJI，SAY・S解散。
在1994年8月31日，大澤樹生及佐藤寬之脫離後，光GENJI剩余五人，並改名為「光GENJI SUPER 5」。他們活動一年後，翌年1995年9月3日解散（當時事務所指他們不是「解散」而是「畢業」）。在1995年舉行解散音樂會的門票，更被黃牛黨一度炒到近100萬日元一張。
據聞光GENJI SUPER 5解散的原因，是因為當時核心成員諸星和己不同意傑尼斯事務所的經營方法，決定離開並且解散。
1995年9月3日解散后，内海光司跟佐藤アツヒロ待留在杰尼斯事务所个人艺人身份活动（原成员赤坂晃也是所属杰尼斯事务所，2007年10月29日因为手持觉醒剂取缔法遭警方以现行犯身份逮捕；遭杰尼斯事务所解雇）

## 影音作品

### 單曲
1. STAR LIGHT
2. Little Birthday
3. CO CO RO
4. WINNING RUN
5. GROWING UP
6. TAKE OFF
7. Meet Me
8. BOYS in August
9. TRY TO REMEMBER
10. Melody Five
11. DON'T MIND 涙
12. Bye-Bye

### 專輯
1. 光GENJI (Hikaru GENJI)
2. Hi!
3. Hey! Say!
4. Hello･･･I Love You
5. Cool Summer
6. White Dreaming with 光GENJI
7. 333 Thank You
8. VICTORY
9. BEST FRIENDS
10. Pocket Album~
11. DREAM PASSPORT
12. SPEEDY AGE
13. WELCOME
14. HEART’N HEARTS
15. FOREVER YOURS
16. SUPER BEST TRY to REMEMBER
17. Someone Special
18. See You Again

## 関連項目
- SAY・S
- 少年御三家
  - 男闘呼組
  - 忍者
- 近藤真彦
- 少年隊
- 平家派
- 微熱DANJI
- 紫SHIKIBU
- ASKA